# Peter Friedrich Conerus
Peter Friedrich Conerus (* um 1767 in Weene; † 19. Juni 1861 in Norden (Ostfriesland)) war von 1815 bis 1853 Bürgermeister der Stadt Norden.

## Wirken
In der Zeit seiner Bürgermeisterschaft gründete er die erste berufsbildende Schule im damals unabhängigen Königreich Hannover. Im Jahr 1829 wurde diese Schule für die gewerbetreibende Jugend eröffnet. Somit ist die Berufsbildende Schule in Norden als Nachfolger dieser Gewerbeschule eine der ältesten Berufsschulen. Im Jahre 2008 wurde die BBS Norden durch den Kreistag des Landkreises Aurich mit dem Namen Conerus-Schule benannt.
Auch der denkmalgeschützte Conerusspeicher in der Heringstraße 4, ein dreigeschossiges Speichergebäude aus Backsteinen mit originalen Holzbalkendecken wurde 1808 von Peter Friedrich Conerus erbaut und nach ihm benannt.